# 上基斯滕山
47°33′43″N 11°12′33″E / 47.56194°N 11.20917°E

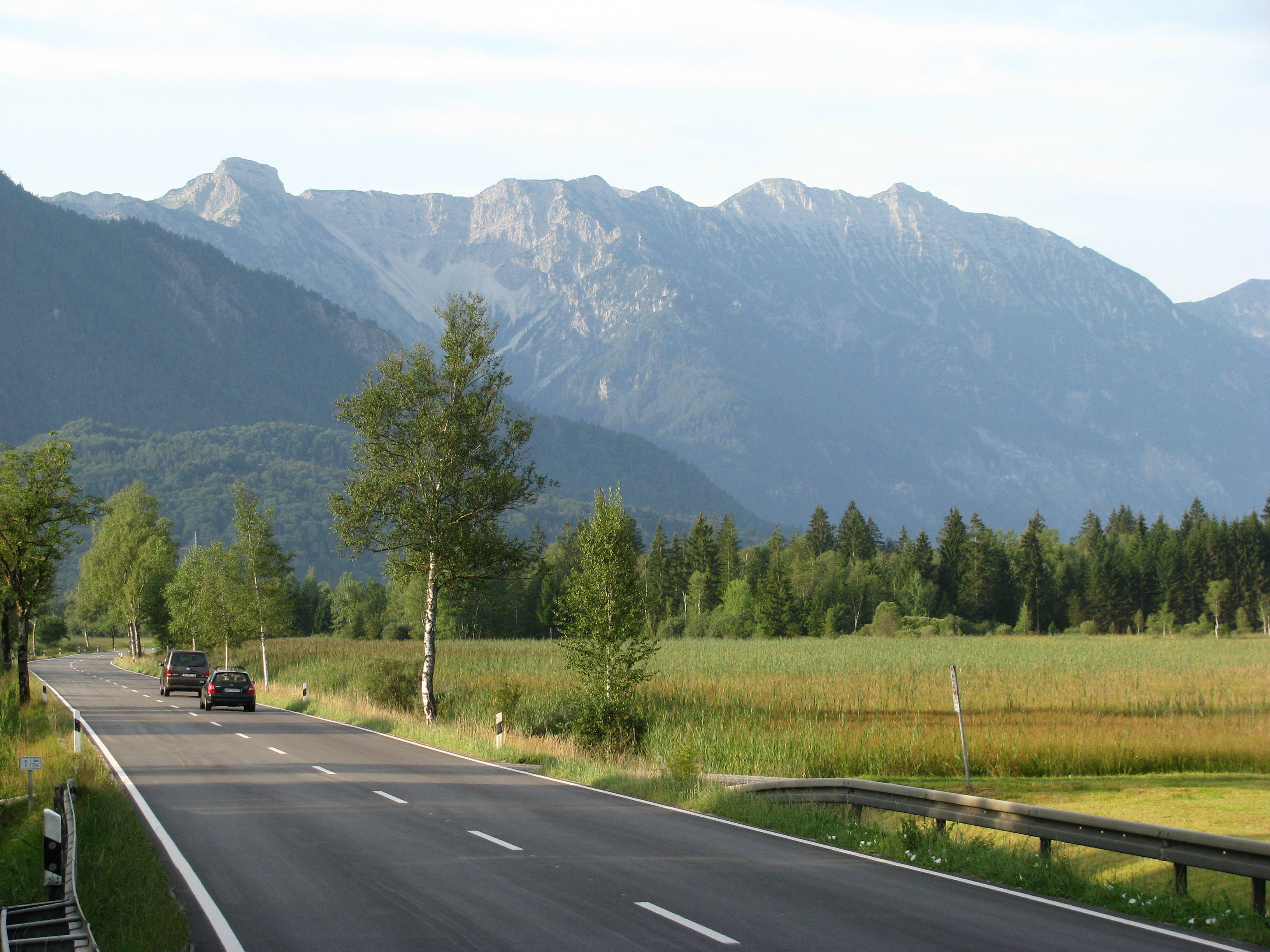

上基斯滕山（德語：Hohe Kisten），是德國的山峰，位於該國東南部，由巴伐利亞負責管轄，屬於埃斯特爾山脈的一部分，海拔高度1,922米，每年平均降雨量1,715毫米。